# APS (fucile anfibio)
L'APS (acronimo di in russo Автомат Подводный Специальный?, Avtomat Podvodnyy Spetsial'nyy ossia "fucile d'assalto subacqueo speciale") è un fucile d'assalto subacqueo sviluppato nel 1975.

## Sviluppo
Lo sviluppo dell'arma fu promosso per trovare un'arma che potesse equipaggiare le unità di sommozzatori della marina sovietica che all'epoca, come strumenti di difesa, impiegavano solamente coltelli da combattimento e fucili della serie AK (utilizzabili però solamente in superficie). Inizialmente si tentò di sopperire a questa mancanza con l'adozione della pistola subacquea SPP-1, ma quest'ultima si rivelò efficace solo per scontri a distanza ravvicinata. Fu a questo punto che iniziarono gli studi di Vladimir Simonov per la creazione di un vero e proprio fucile d'assalto subacqueo. La produzione dell'arma venne affidata alla Tul'skij oružejnyj zavod.

## Tecnica
Il fucile impiega come munizioni dei dardi d'acciaio in calibro 5,66 mm lunghi 120 mm e dal peso di 19,5 g. Dotato di caricatori da 26 colpi, non monta una canna rigata in quanto i proiettili si mantengono in traiettoria retta usufruendo di diversi effetti idrodinamici. Dal momento che l'arma opera per sottrazione di gas, ed essendo l'acqua un elemento incomprimibile, il castello presenta aperture per permettere l'ingresso di liquido e favorire il funzionamento.

## Impiego
L'arma è stata impiegata sia dai sommozzatori della Voenno-morskoj flot SSSR che da quelli della Jugoslavenska ratna mornarica. Inoltre, è stata data in dotazione a diverse unità spetsnaz.